# L'Aventurier des étoiles
Pour les articles homonymes, voir Dumarest.
L'Aventurier des étoiles (titre original : Dumarest) est une série de 33 romans de science-fiction d'Edwin Charles Tubb.
Chaque histoire est une aventure autonome, mais tout au long de la série, Earl Dumarest, le protagoniste, recherche des indices sur l'emplacement de son monde natal, la Terre.

## L'histoire
Les aventures se déroulent dans une culture galactique lointaine, fragmentée et sans gouvernement central. Dumarest est né sur Terre, planète ravagée où les derniers habitants survivent dans des conditions terribles dignes de l'age de pierre. Jeune garçon désireux de fuir ce monde hostile, il s'embarque clandestinement à bord d'un des rares vaisseaux spatiaux qui s'y posent. Découvert par le capitaine, celui-ci a eu pitié du garçon et lui a permis de travailler et de voyager à bord au lieu de l'éjecter dans le vide. Lorsque l'histoire débute dans « Les Vents de Gath », Dumarest a voyagé si longtemps et si loin qu'il ne sait pas comment retourner sur sa planète natale dont personne semble n'avoir jamais entendu parler, sinon comme un mythe ou une légende. Il devient clair que quelqu'un ou quelque chose a délibérément dissimulé l'emplacement de la Terre.

## Les principaux personnages
- Earl Dumarest : c'est un aventurier galactique solitaire qui voyage de planète en planète à la recherche de la Terre, sa planète natale. Pour survivre, il n'hésite pas à devenir garde du corps, mercenaire, gladiateur, prospecteur, chasseur, joueur... Doté de réflexes et d'une rapidité hors du commun, son instinct de survie et une chance formidable lui permettent de se sortir des pires aventures. Sa route croisera également de nombreux personnages féminins tout au long de sa quête, grâce à l'une d'elles il rentrera en possession d'un secret qui lui vaudra d'être pourchassé par la suite par l'organisation secrète ci-après.

- Le Cyclan : organisation dont le but est de contrôler, sous couvert du rôle de conseiller, les dirigeants des planètes habitées de la galaxie. Leurs agents, les Cybers, sont formés dès l'enfance dans d'innombrables disciplines mentales impliquant les mathématiques et le raisonnement, et sont modifiés à la puberté pour ne pouvoir ressentir aucune émotion. Chaque Cyber possède également un implant biotechnologique qui lui permet d'entrer dans un état de transe offrant une communication instantanée avec l'intelligence centrale même sur des distances interstellaires. Cette intelligence centrale est un organisme gestalt composé de cerveaux d'anciens Cybers doté ainsi d'une incroyable capacité à extrapoler des événements futurs à partir de données existantes. Être intégré à l'intelligence centrale est la récompense ultime à laquelle aspirent tous les Cybers.

- L'église de la Fraternité Universelle dont les moines sont répartis dans de nombreux mondes, ils offrent du réconfort et de l'aide aux plus démunis et forment, comme le Cyclan dont ils connaissent les sombres desseins, une organisation collectant des informations dans toute la galaxie. Dans ses aventures Dumarest aura régulièrement affaire à eux et bénéficiera de leur aide discrète et parfois réciproque.

## Les voyages dans l’espace
Les vaisseaux spatiaux parcourent l’espace en utilisant le « champ Erhaft » qui permet de réduire la durée du voyage à quelques semaines. Néanmoins, pour rendre supportable cette durée, les passagers utilisent le ralentisseur temporel, drogue qui ralentit le métabolisme de telle sorte qu’un jour paraît durer une heure. Afin de se nourrir, il faut prendre régulièrement du Basique, liquide épais fournissant dans une tasse l’équivalent d’une ration journalière.
Mais, pour les passagers qui n’ont pas les moyens de se payer le voyage en cabine, comme cela est souvent le cas de Dumarest, il est possible de voyager « en Bas », dans l’entrepont, endormi et congelé dans un sarcophage destiné au bétail. Le risque de cette forme de voyage est par contre important (15% de taux de mortalité) et soumise aux compétences et bonne volonté du manutentionnaire du vaisseau, parfois peu regardant.

## Commentaire
La quête est prétexte à découvrir de nombreux mondes très différents les uns des autres, ainsi qu'à l'exploration de tous les thèmes classiques de la science-fiction (cultures mélange de médiéval et de high tech, formes de vie étranges, milieux hostiles, philosophie, religion, piraterie, esclavage, légendes, combat pour survivre...) et à de nombreuses rencontres féminines.
Un livre, un monde, une femme (à tel point que la série d'origine dotait souvent ses titres anglophones du nom de ladite femme).
Les traductions sont remarquables et le ton dépeint ce héros froid et solitaire d'une manière très convaincante et crédible, sans en faire un surhomme que rien n'arrête comme dans d'autres ouvrages.

## Les livres
1. Les Vents de Gath (The winds of Gath) - trad. Françoise Maillet, Galaxie-bis Spécial 40 no 129 bis, Éditions Opta, 1975  - Ed.Vaugirard no 1, 1986
2. Derai (Derai) - Galaxie-bis no 42, 1975 - La Planète de la mort - Ed.Vaugirard no 2, 1987
3. L'Homme-jouet (Toyman) - Galaxie-bis no 48, 1976 - Ed.Vaugirard no 3, 1987
4. Kalin (Kalin, 1969) - Galaxie-bis no 53, 1976, La Sorcière de l'espace - Ed.Vaugirard no 4, 1986
5. Le Bouffon de Balafre (The Jester at Scar, 1970) - Galaxie-bis no 59, 1978 - Ed.Vaugirard no 5, 1987
6. Lallia (Lallia, 1971) - Le Masque Science-fiction no 89, 1979 - Mausolée galactique - Ed.Vaugirard no 6, 1987
7. Complot sur Technos (Technos, 1972) - Ed.Vaugirard no 7, 1987
8. Veruchia (Veruchia , 1973) - Le Masque Science-fiction no 113, 1980 - Le Vaisseau du passé - Ed.Vaugirard no 8, 1987*
9. Les Prisonniers du mirage (Mayenne, 1973) - Ed.Vaugirard no 9, 1987
10. La Cité des assassins (Jondelle, 1973 - Ed.Vaugirard no 10, 1987
11. La Maison du serpent (Zenya, 1974) - Ed.Vaugirard no 11, 1988
12. La Proie du Cyclan (Eloïse, 1975) - Ed.Vaugirard no 12, 1988
13. L'Œil du zodiaque (Eye of the Zodiac, 1975) - Ed.Vaugirard no 13, 1988
14. Les Colonnes de Balhadorha (Jack of Swords, 1976) - Ed.Vaugirard no 14, 1988
15. Le Spectre du soleil oublié (Spectrum of a Forgotten Sun, 1976) - Ed.Vaugirard no 15, 1988
16. Le Havre des ténèbres (Haven of Darkness, 1977) - Ed.Vaugirard no 16, 1988
17. La Prison de la nuit (Prison of Night, 1977) - Ed.Vaugirard no 17, 1988
18. La Rébellion des Ohrms (Incident on Ath, 1978) - Ed.Vaugirard no 18, 1989
19. Les Naufragés de La Déchirure (The Quillian Sector, 1978) - Ed.Vaugirard no 19, 1989
20. Le Piège de sable (Web of Sand, 1979) - Ed. Vaugirard no 20, 1989
21. Iduna (Iduna's Universe, 1979) - Ed. Vaugirard no 21, 1990
22. Les Mystères d'Elysius (The Terra Data, 1980) - Ed. Vaugirard no 22, 1990
23. Terre promise (World of Promise, 1980) - Ed. Vaugirard no 23, 1990
24. Nectar de paradis (Nectar of Heaven, 1981) - Ed. Vaugirard no 24, 1990
25. Les Terriens de l'espace (The Terridae, 1981) - Ed. Vaugirard no 25, 1990
26. L'Énigme du dormant (The Coming Event, 1982) - Ed. Vaugirard no 26, 1991
27. La Planète abandonnée (Earth Is Heaven, 1982) - Ed. Vaugirard no 27, 1991
28. Le Cirque de Chen-Wei (Melome, 1983) - Ed. Vaugirard no 28, 1991
29. Angado (Angado, 1984) - Ed. Vaugirard no 29, 1991
30. Le Cimetière des rêves (Symbol of Terra, 1984) - Ed. Vaugirard no 30, 1991
31. Le Temple de la vérité (The Temple of Truth, 1985) - Ed. Vaugirard no 31, 1992
32. Le Retour (Figures of Earth, 1987) - Ed. Vaugirard no 32, 1992
33. Enfant de la Terre (Child of Earth, 1987) - Eons no 114, 2011